# Marton Csokas
Marton Csokas (født 30. juni 1966 i New Zealand) er en newzealandsk skuespiller. Han er bedt kendt for sin rolle som Celeborn i Peter Jacksons trilogi Ringenes Herre (2001 – 2003) af J.R.R. Tolkien. Han er også kendt som Guy af Lusignan i filmen Kingdom of Heaven fra (2005).